# Hrabstwo Davis (Utah)

Piramida wieku hrabstwa

Hrabstwo Davis (ang. Davis County) – hrabstwo w stanie Utah w Stanach Zjednoczonych. Na terenie hrabstwa znajduje się Park stanowy Antelope Island.

## Miasta
- Bountiful
- Centerville
- Clearfield
- Clinton
- Farmington
- Fruit Heights
- Kaysville
- Layton
- North Salt Lake
- South Weber
- Sunset
- Syracuse
- West Bountiful
- West Point
- Woods Cross